# Ulrich Kuder

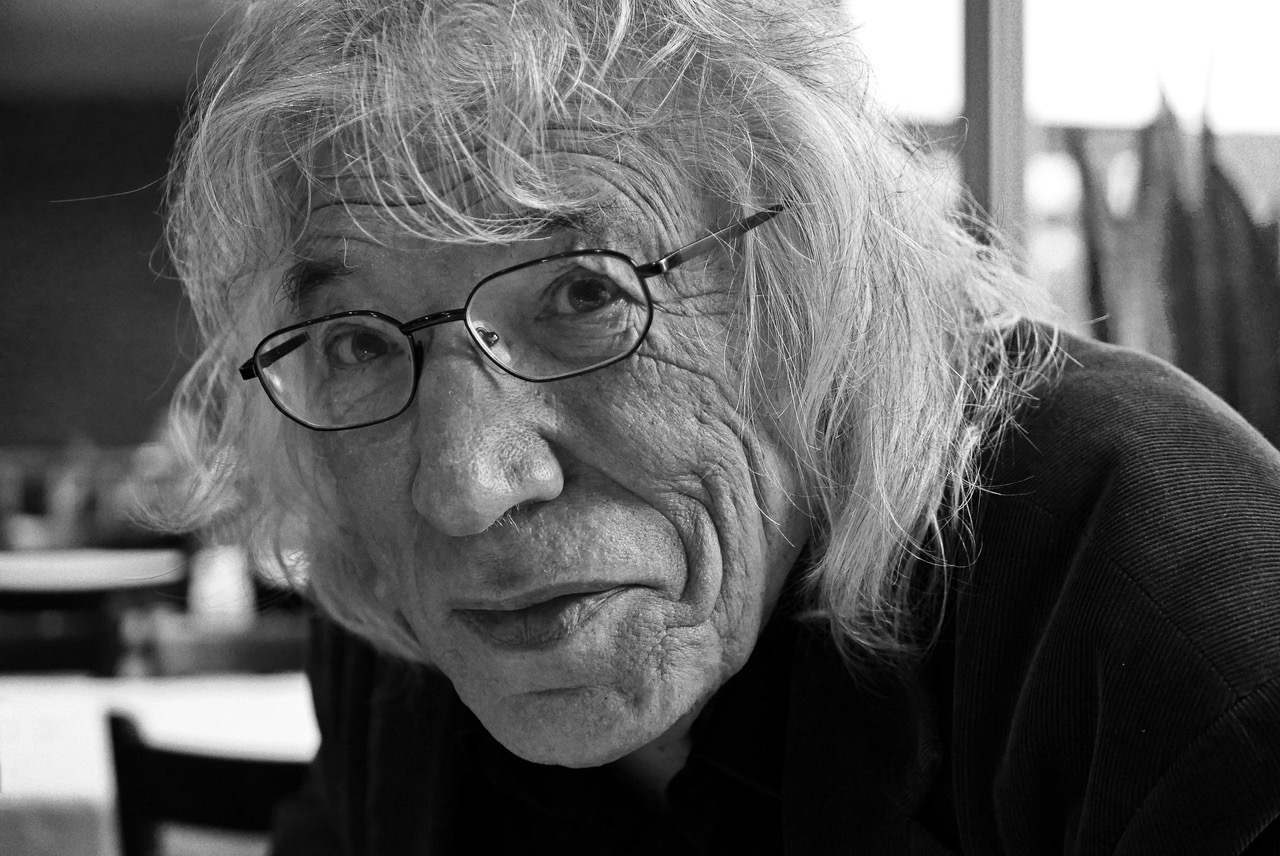
Ulrich Kuder, 2016

Ulrich Kuder (* 5. April 1943 in Tuttlingen) ist ein deutscher Kunsthistoriker. Von 1996 bis 2008 lehrte er als Professor für Kunstgeschichte an der Universität Kiel. Er zählt zu den führenden Erforschern mittelalterlicher Buchmalerei.

## Leben
Nach dem Abitur im Anschluss an die Schulzeit in den Evangelisch-Theologischen Seminaren Schöntal/Jagst und Urach studierte Ulrich Kuder von 1962 bis 1968 als Stipendiat des Evangelischen Stifts evangelische Theologie in Tübingen, Wien, Mainz und Edinburgh (New College). Auf die Erste Evangelisch-Theologische Dienstprüfung in Tübingen folgte eine Tätigkeit als Wissenschaftliche Hilfskraft am Seminar für Systematische Theologie der Evangelisch-Theologischen Fakultät der Universität München bei Wolfhart Pannenberg und als Religionslehrer an verschiedenen Münchener Schulen. Nach einem durch ein DAAD-Stipendium ermöglichten Studienjahr an der Katholischen Universität Löwen nahm er 1972 in München ein zweites Studium auf: Kunstgeschichte (bei Wolfgang Braunfels, Werner Gross und Florentine Mütherich), Philosophie (bei Wolfgang Röd) und Alttestamentliche Wissenschaft (bei Wolfgang Richter) und wurde dort 1977 mit einer von Braunfels betreuten Arbeit über eine karolingische Psalterhandschrift zum Dr. phil. promoviert.
Von 1977 bis 1984 war er Assistent am Institut für Kunstgeschichte der Universität München, danach war er an verschiedenen Universitäten, unter anderem in Eichstätt, Braunschweig, Osnabrück und Greifswald, als Wissenschaftlicher Angestellter, Lehrbeauftragter und Hochschuldozent tätig und katalogisierte von 1988 bis 1990 im Rahmen eines DFG-Projekts illuminierte Handschriften des 13. Jahrhunderts in der Württembergischen Landesbibliothek Stuttgart. An der Universität München habilitierte er sich im Juli 1989 mit Studien zur ottonischen Buchmalerei. Im Wintersemester 1989/90 vertrat er den Lehrstuhl für Kunstgeschichte an der Universität Kiel. Von 1990 bis 1994 war er Hochschuldozent für Kunstgeschichte an der Universität Osnabrück, unterbrochen im Wintersemester 1992/93 von der Vertretung der Professur für Kunstgeschichte des Mittelalters an der Universität Greifswald.
Von 1994 bis 1996 hatte er die Professur für Kunstgeschichte an der Brandenburgischen Technischen Universität Cottbus inne und war Direktor des dortigen Zentrums für Technik und Gesellschaft. Im Jahre 1996 als Nachfolger von Frank Büttner auf den Lehrstuhl für Mittlere und Neuere Kunstgeschichte an die Universität Kiel berufen, war er hier bis zu seiner Emeritierung 2008 einer der Direktoren des Kunsthistorischen Instituts.

## Forschungsschwerpunkte
Aufgrund der Doktorarbeit, der Habilitationsschrift und weiterer einschlägiger Arbeiten gilt Ulrich Kuder als einer der führenden Erforscher mittelalterlicher Buchmalerei. Die 2018 von Klaus Gereon Beuckers, seinem Nachfolger auf dem Kieler Lehrstuhl, herausgegebene Habilitationsschrift aus dem Jahr 1988 ist bis in die Gegenwart die umfassendste Untersuchung zur ottonischen Buchmalerei. Zusammen mit Walter Berschin veröffentlichte er 2015 den Band Reichenauer Buchmalerei 850–1070. Diesen Überblick ergänzten die beiden Autoren in zwei Aufsätzen um weitere Handschriften.
In seiner Lehre thematisierte er die Kunst von der Spätantike bis zur Gegenwart. In Aufsätzen über Carl Neumann, Arthur Haseloff, Hans Jantzen und andere Kunsthistoriker würdigte er deren Werk. In manchen Studien spannt er einen Bogen über einen längeren Zeitraum, so unter anderen über die Eucharistie in Bildwerken vom frühen 3. bis zum 7. Jahrhundert, Frühmittelalterliche Architekturwahrnehmung und -darstellung, Der Aussätzige in der mittelalterlichen Kunst, Jakobsverehrung im Norden und Die Wiederkehr des Emblems in der Moderne.
Der Teppich von Bayeux, ein knapp 70 Meter langer, mit Wolle auf Leinen bestickter Wandschmuck aus dem späten 11. Jahrhundert, der die Schlacht bei Hastings und ihre Vorgeschichte in einer Folge von Bildern mit Beischriften erzählt, zeugt nach seinen Beobachtungen vom Versuch einer Bewältigung der durch die normannische Eroberung Englands entstandenen Traumatisierung. Auch in seinen Arbeiten über die Konstanzer Christusscheibe und in seinem Aufsatz Mittelalterlicher Bildgebrauch stellt er die Frage nach der Funktion und dem Gebrauch bestimmter Bildwerke. Sein Katalogbeitrag und sein Buch über Albrecht Dürers Hieronymus im Gehäus erschließen die mariologische, seine Aufsätze über dessen Melancholie die christologische Bedeutung dieser Kupferstiche des Jahres 1514. Mit der in den Jahren 1998–2000 wiederaufgebauten Herz-Jesu-Kirche in München-Neuhausen stellt er ein durch die Verbindung der Architektur mit konzeptionellen bildnerischen Werken überzeugendes Beispiel eines zeitgenössischen Kirchenbaus vor.
Verschiedene Aufsätze sind Werken von Künstlerinnen und Künstlern des 20. und 21. Jahrhunderts gewidmet, unter anderem solchen von Paula Modersohn-Becker, Roman Opałka, Michael Heizer, Nancy Spero, Vladimir Sitnikov, Beate Passow und Barbara Camilla Tucholski.
Seit 2016 ist er Vorsitzender der Arthur-Haseloff-Gesellschaft e. V., Gesellschaft zur Förderung von Forschung und Studien am Kunsthistorischen Institut der Christian-Albrechts-Universität zu Kiel.

## Schriften (Auswahl)
Monographien
- Zündstoffe. Die Gleichnisse Jesu – keine frommen Geschichten. Christophorus-Verlag, Freiburg/Br. 1988, ISBN 3-419-51332-1.
- Der Teppich von Bayeux oder: Wer hatte die Fäden in der Hand? (= kunststück. Bd. 1890). Fischer-Taschenbücher, Frankfurt am Main 1994, ISBN 3-596-11485-3.
- Dürers ‚Hieronymus im Gehäus‘. Der Heilige im Licht (= Schriften zur Kunstgeschichte. Bd. 42). Kovač, Hamburg 2013, ISBN 978-3-8300-3091-1.
- mit Walter Berschin: Reichenauer Buchmalerei 850–1070. Reichert,  Wiesbaden 2015, ISBN 978-3-95490-129-6.
- Studien zur ottonischen Buchmalerei, hrsg. und eingeleitet von Klaus Gereon Beuckers (= Kieler Kunsthistorische Studien N.F. Bd. 17), 2 Bände, Ludwig, Kiel 2018, ISBN 978-3-86935-296-1.
- mit Walter Berschin: Reichenauer Buchmalerei 850–1070. Supplement. Reichert, Wiesbaden 2024, ISBN 978-3-7520-0804-3.

Herausgeberschaften
- Architektur und Ingenieurwesen zur Zeit der nationalsozialistischen Gewaltherrschaft 1933-1945. Gebr. Mann, Berlin 1997, ISBN 3-7861-1915-5.
- mit Adrian von Buttlar und Hans-Dieter Nägelke: Lars Olof Larsson: Wege nach Süden – Wege nach Norden. Aufsätze zu Kunst und Architektur. Festgabe zum 60. Geburtstag. Ludwig, Kiel 1998, ISBN 3-9805480-9-0.
- mit Dirk Luckow: Des Menschen Gemüt ist wandelbar. Druckgrafik der Dürer-Zeit. Aus Anlass der gleichnamigen Ausstellung in der Kunsthalle zu Kiel 2.5.–27.6.2004. Kunsthalle, Kiel 2004, ISBN 3-937208-06-2.
- mit Ingrid Höpel: Mundus Symbolicus I. Emblembücher aus der Sammlung Wolfgang J. Müller in der Universitätsbibliothek Kiel. Katalog. Ludwig, Kiel 2004, ISBN 3-933598-96-6.
- mit Herwig Guratzsch: K(l)eine Experimente. Kunst und Design der 50er Jahre in Deutschland. Aus Anlass der gleichnamigen Ausstellung in Schloß Gottorf 13.4.–27.7.2008. Landesmuseen Schloß Gottorf, Schleswig 2008, ISBN 978-3-937719-76-4.
- mit Hans-Walter Stork, Babette Tewes: Die Bibliothek der Gottorfer Herzöge – Symposium Stiftung Schleswig-Holsteinische Landesmuseen Schloss Gottorf. Verlag Traugott Bautz, Nordhausen 2008, ISBN 978-3-88309-459-5.
- mit Hans-Walter Stork: Arthur Haseloff als Erforscher mittelalterlicher Buchmalerei (= Reihe Zeit + Geschichte der Sparkassenstiftung Schleswig-Holstein. Bd. 15). Ludwig, Kiel 2014, ISBN 978-3-937719-72-6.
- mit Klaus Gereon Beuckers: Forschung in ihrer Zeit. 125 Jahre Kunsthistorisches Institut der Christian-Albrechts-Universität zu Kiel (= Kieler kunsthistorische Studien. N.F. Bd. 18). Ludwig, Kiel 2020, ISBN 978-3-86935-380-7.